# スタートレック:ディープ・スペース・ナインの登場人物
スタートレック＞スタートレック:ディープ・スペース・ナイン＞スタートレック:ディープ・スペース・ナインの登場人物
スタートレック:ディープ・スペース・ナインの登場人物（スタートレック:ディープ・スペース・ナインのとうじょうじんぶつ）では、『スタートレック:ディープ・スペース・ナイン』に登場したキャラクターを勢力別に列挙する。

## ディープ・スペース・ナイン

### 宇宙艦隊・ベイジョー国軍士官
ベンジャミン・シスコ（演：エイヴリー・ブルックス / 日本語吹替版：玄田哲章）
司令官（中佐、後に大佐）。地球人男性。
キラ・ネリス（ナナ・ヴィジター / 小宮和枝）
副司令官兼連絡将校（ベイジョー国民軍少佐）。ベイジョー人女性。
オドー（ルネ・オーベルジョノワ / 加藤精三）
保安主任（ベイジョー国民軍（階級なし））。流動体生物（可変種）。
ジャッジア・ダックス（テリー・ファレル / 佐藤しのぶ）
科学士官（大尉）。トリル人女性。共生生物ダックスの8番目のホスト。
ウォーフ（マイケル・ドーン / 銀河万丈）
戦術主任（少佐）。クリンゴン人男性。TNGから継続出演。
ジュリアン・ベシア（アレクサンダー・シディグ / 藤原啓治・中村大樹）
医療主任（中尉）。地球人男性。
エズリ・ダックス（ニコール・デボア / 石塚理恵）
カウンセラー（少尉）トリル人女性。共生生物ダックスの9番目のホスト。
マイルズ・オブライエン（コルム・ミーニー / 辻親八）
技術主任（准尉）。地球人男性。TNGから継続出演。

### 民間人
ジェイク・シスコ（シロック・ロフトン / 浪川大輔・石田彰 ・鈴木正和）
民間人（司令官の息子）。地球人男性。
クワーク（アーミン・シマーマン / 稲葉実）
バー経営。フェレンギ人男性。
ロム（マックス・グローデンチック / 山崎たくみ・田原アルノ）
ウェイター（クワークの弟）。フェレンギ人男性。
ノーグ（エイロン・アイゼンバーグ / 坂口賢一・岩永哲哉・山口勝平・落合弘治）
ロムの息子（のちに宇宙艦隊少尉）。フェレンギ人男性。
エリム・ガラック（アンドリュー・ロビンソン / 大川透）
洋服店経営。カーデシア人男性。
モーン（マーク・アラン・シェパード）
クワークのバーの常連客。ルリアン人男性。
ケイコ・オブライエン / モリー・オブライエン / キラヨシ・オブライエン
マイルズ・オブライエンの家族。地球人。
キャシディ・イエイツ（ペニー・ジョンソン / 弘中くみ子）
貨物船の船長として働く地球人女性。ジェイクの紹介でシスコと出会い、野球の話で意気投合し後に交際を始める。弟は野球選手。気が強く常に自らの信念に従って行動する性格。シリーズ中盤マキの協力者として逮捕され、半年の服役をした後DS9に戻る。ドミニオン戦争中預言者の反対を押し切ったシスコと結婚し、彼との子供を身籠る。
リータ
クワークのバーでダボガールとして働くベイジョー人女性。最初はジュリアン・ベシアと交際していたが、後にロムと結婚する。
トーラ・ジヤル（高田由美）
カーデシア人のデュカットの娘で、ベイジョー人女性との間に生まれたハーフ。ブリーン人に捕らわれていたところを救出される（※詳細はデュカットの項を参照）。混血児の為にカーデシア本国にいられなかった彼女は、DS9で生活することになり、そこでエリム・ガラックと交際するようになる。ドミニオンのステーション占領時には、父とキラの間に板挟みとなり苦悩し、最後はキラに協力したことが原因でダマールに殺害されてしまった。
ヴィック・フォンテーン（ジェームズ・ダーレン / 堀勝之祐）
ベシアが手に入れたホロデッキプログラムの登場人物。1960年代のラスベガスが再現されたクラブを経営する歌手の中年男性で、リクエストに応じて素晴らしい歌を聞かせてくれる。非常に高性能な自覚あるホログラムで、悩みを打ち明けると的確なアドバイスをくれる。特に恋愛相談に対するアドバイスが得意。登場人物の多くが、彼を頼ってホロデッキに訪れた。

### その他
ラーズ
可変種でオドーと同じく数百年前に宇宙に放たれた100人の1人。ラーズは200年以上も前に目覚めていた為、変身能力はオドーよりはるかに高い。創設者と同じくヒューマノイドを嫌っているが、ドミニオンには戻らず、100人を探し出す為旅を続けている。

## ベイジョー
オパカ・スラン
ベイジョーの宗教的指導者カイであるベイジョー人女性。聖職者として非常に高い能力を持つ上に人格者でもあり、カーデシア占領時代からカイとしてベイジョー人の精神的柱となって活躍した。DS9赴任当時に迷いがあったシスコを間接的に導く。ガンマ宇宙域の調査に同行した際にある星で事故に合い、そのままその星に留まることになる。
ウィン・アダミ（ルイーズ・フレッチャー / 沢田敏子）
ヴェデク（司教）の1人であるベイジョー人女性。権力に異常に固執する性格で、その為なら手段を選ばない（聖職者でありながら暗殺なども平然と命じる）。バライルと争った末、遂にオパカの次の代の最高指導者カイの座を手に入れる。ただしカイでありながら、聖職者としての力はほとんど持ってはいなかった。その後もさらに大きな権力を得る為に、首相の座を狙ったり、選ばれし者として権威を持つシスコへ度重なる嫌がらせを行ったりと、シリーズを通して策略に奔走した。キラとも犬猿の仲。終盤にはパー・レイス信仰に手を出し、カイにしか封印が解けないとされるコスト・アモージャンの書の封印を解き、パー・レイスを解放させてしまうが、用済みとなったウィンは消滅させられてしまう。
バライル・アントス（フィリップ・アングリム / 速水奨・安井邦彦）
ヴェデクのベイジョー人男性。聖職者として高い能力を持ち、何事にも動じない達観した性格。次代のカイになると目されていたが、ウィンの策略をきっかけに辞退した。その後ウィンの下でカーデシアとの和平協定を結ぶ為に尽力するものの、その最中シャトルの事故に遭う。なんとか一命を取り留めるものの、締結まであと一歩までこぎつけた協定交渉に参加する為に副作用のある薬を使用する。からくも協定調印には成功したが、それが元で命を落とし、キラとの交際も終わりを告げる。
シャカール・アドン
ベイジョー人男性。カーデシア占領時代もっとも恐れられたシャカール・レジスタンスのリーダー。カーデシア撤退後は故郷で農業を営んでいたが、ウィンとの確執をきっかけに首相選に出馬し、ベイジョー首相となる。後にキラと交際するも破局する。
フレル（ファレル）
元シャカール・レジスタンスメンバーの隻腕のベイジョー人男性。カーデシア撤退後はルパザともどもシャカールの近所で農業を営む。
ルパザ
元シャカール・レジスタンスメンバーのベイジョー人女性。キラにとっては姉のような存在。レジスタンスに恨みを持っていたカーデシア人にフレルともに暗殺される。
モーラ・ポル
ベイジョー人男性の科学者。発見されたばかりのオドーを調査研究し、覚醒のきっかけを作った。オドーは研究対象として扱われたことを恨んでおり、長年2人には確執があったが、流動体生物の子供を協力して育てたことで当時の博士の思いを知ることとなり、その後は父と認められるようになる。

## カーデシア連合
デュカット（マーク・アレイモ / 幹本雄之）
カーデシア人男性。元テロック・ノール司令官でカーデシア防衛軍の第二階級のガル（佐官階級）。
ダマール（ケイシー・ビッグス / 古田信幸）
カーデシア人男性。デュカットが貨物船の船長に左遷された時代に副官として登場し、彼がカーデシアのリーダーに返り咲いた後も、引き続き彼の副官を務める。登場当初の階級はグリン（尉官階級）。強い愛国心を持った男で、デュカットへの忠誠心も高い。しかしそれゆえに、デュカットの弱点となっていた娘のジヤルを殺害してしまい、彼が破滅する原因を作ってしまう。それ以降彼がレガート（将官階級）に昇格しカーデシアのリーダーの地位を引き継ぐが、弁舌や策略に長けていない彼はドミニオンの傀儡となり、日々戦争により疲弊していくカーデシアを憂いて酒と女に溺れる日々を過ごしていたが、ブリーン人との同盟によりカーデシアの立場が危うくなったことをきっかけに奮起して反乱軍を組織する。反乱軍は全滅してしまうが、国民からの絶大な支持を受け再び立ち上がり、創設者を追い詰めるが、その途上でジェムハダーのディスラプターを浴び戦死する。
テケニー・ゲモール
カーデシア人男性。中央司令部評議員で、カーデシア人としては異色の心優しい温厚な人物。有力者でありながら反政府運動の中心的人物で、キラを間接的に利用して反政府運動の壊滅を狙ったオブシディアンオーダーの行動がきっかけで、カーデシアを逃れ政治亡命することになる。その時の縁で、キラは彼を父のように慕っている。ドミニオン戦争が始まった際協力者としてDS9に呼ばれるが、すでに不治の病（ヤーリムフェル症候群）の末期だった彼は、できる限りの情報を残しキラに看取られこの世を去る。
エナブラン・テイン（ポール・ドゥリー / 緒方賢一）
カーデシア人男性。オブシディアンオーダーの元長官。表向きは数年前に引退しているものの、その後も実質的な指導者の立場にあった。将来危険になると判断したドミニオンを滅ぼす為、ロミュランのタル・シアーと連合艦隊を組んで創設者が住む惑星に攻め込むものの、すべてはドミニオンの罠であり、連合艦隊は壊滅し、オーダーとタル・シアーの崩壊を招いてしまう。死んだと思われていたが、ドミニオンの収容所に収監されていた。ガラックのかつての上司で彼を追放した張本人であり、実父でもある。最後は救出に来たガラックに看取られ息を引き取る。

## マキ
マイケル・エディングトン（ケネス・マーシャル / 小室正幸）
地球人男性。宇宙艦隊少佐で、保安チーフとしてDS9に赴任する。時に愚直だがごく平凡な士官として登場するものの、その正体はマキの幹部であった。シスコは部下であるエディングトンの裏切りと疑いもしなかった自分に激高し、DS9を去った彼を執拗に追いかけることになる。部下であったころの平凡さはすべて演技で、マキに戻った彼は一転饒舌となり、シスコを挑発しては常に彼の一枚上を行く優秀さを見せる。追ってきたシスコを何度も窮地に立たせるものの、正義のヒーローを気取っていた彼はシスコを殺すことをしなかったため、マキの植民地に人間の住めない惑星に変える物質を撃ち込むという奇策に打って出たシスコの前にやむなく投降する。その後刑務所に収監されていながらまたもやシスコを騙し、シスコに妻を始めとしたマキの残党をジェムハダーから助け出すための手伝いをさせる。その中で彼は敵を食い止めるために1人で残り犠牲となる。

## ガンマ宇宙域

### ドミニオン
女性可変種（サロメ・ジェンス / 宮寺智子）
創設者のリーダー的存在。性格は表向き礼儀正しいが、不遜さや傲慢さを感じさせる。母親のようにオドーに自分達の歴史や能力を教え、彼が自主的に仲間の下に戻るようにたびたび計略を仕掛けた。ドミニオン戦争では彼女が直接指揮を取るものの、最終局面で負けを認めた彼女はつながりの病気の治療をオドーに託し、自身は戦犯として裁判に赴く。
ウェイユン（ジェフリー・コムズ / 納谷六朗・内田直哉）
ボルタ人男性。クローン技術により、前任者が死ぬと次のウェイユンが製造される。
ウェイユン4
古代種族の遺産ゲートウェイを奪い反乱を起こしたジェムハダーを鎮圧する為に、シスコに共闘を申し出る。部下のジェムハダーに対して非常に高圧的な態度を取る。部下に虚偽の作戦内容を伝えていた為、作戦が成功した後にジェムハダーのリーダーによって殺害される。
ウェイユン5
ドミニオン戦争開戦時、ドミニオン側の代表として登場する。芸術的感性が存在しないボルタ人では珍しい好奇心旺盛な性格。外交ではいつも彼の平和や友好の訴えから始まるが、その胡散臭い態度から信用されることはない。戦争中期に転送機の事故により死亡する。
ウェイユン6
戦争を間違いだと考えている異端なウェイユン。その性格及び思想はクローン製造上の欠陥によるものとして処分されそうになり、オドーを頼って亡命を求めるも、新たに製造されたウェイユン7に裏切り者として追われることになる。ステーションまでたどり着けないと悟ると、自らの神であるオドーを追っ手から守る為に自決する。
ウェイユン7
ウェイユン6の代わりに製造されたウェイユンで、ウェイユン5の事故死をダマールによる謀殺と疑っている。自信過剰な性格が災いし、捕虜となっていたウォーフとの面談中首の骨を折られ死亡する。
ウェイユン8
ウェイユン7が死亡した後に製造されたクローンだが、ウォーフとエズリ・ダックスが脱走してしまったことで処刑されたらしい（実際にはダマールがエズリとウォーフの逃亡を手助けした）。
ウェイユン9
ダマールの反旗や創設者の病気の治療法を見つけられない全責任を負わされる。その後クローン工場が破壊されたために最後のウェイユンとなる。女性可変種を守ろうとするものの、司令部を占拠したガラックにより殺害される。

## 惑星連邦

### 宇宙艦隊
ルーサー・スローン（ウィリアム・サドラー）
地球人男性。セクション31の凄腕の諜報員で、ジュリアン・ベシアの前に現れてはしつこく勧誘を行った。終盤でセクション31の情報を得ようとしたベシアが仕組んだ策略に嵌り、拘束されたことで自殺を図って死亡したが、スローンが死亡する前にベシアは必要な情報を得た。
ウィリアム・ロス（バリー・ジェナー/石波義人）
惑星連邦宇宙艦隊の提督で、地球人男性。設定では、アメリカのボストン出身とされている。階級は中将。第6シーズン以降、準レギュラーとして登場。ドミニオン戦争の際には、シスコ大佐らの直属の上官として、連邦同盟軍側全体の最前線最高指揮官を務める。セクション31による陰謀工作にも不可抗力ながら関与する。最終話「終わりなきはじまり」では、ドミニオン戦争の終結後、DS9ステーションでの停戦条約調印式において、20世紀の第二次世界大戦（太平洋戦争）における日本の降伏文書調印式でマッカーサー元帥が述べたスピーチを引用する形で演説を行なう。

### 連邦市民
ジョセフ・シスコ（ブロック・ピーターズ / 城山堅）
地球人男性。ベンジャミン・シスコの父親で、ニューオーリンズで料理店を経営している。シスコが料理好きなのは父親の影響である。優秀な艦隊士官である息子を誇りに思っており、遠く離れた地球で息子や孫の無事を心配している。非常に頑固な性格で他人の指図は受けないが、自分が納得したことであれば後に考えを変えることもある為、周りは振り回されることも多い。
ラクサナ・トロイ
ベタゾイド大使のベタゾイド人女性。何度かDS9に訪れ、その度に騒動を巻き起こす。
ヤーナス・ティーガン / ジャネル・ティーガン / ノーヴォ・ティーガン
エズリ・ダックスの母、兄、弟。連邦領域内の惑星で鉱山を経営している。

## クリンゴン帝国
ガウロン（ロバート・オレイリー / 佐藤正治）
クリンゴン帝国総裁。クリンゴン人男性。
マートク（J・G・ハーツラー / 大山高男）
クリンゴン人男性。身分が低い家の出身で、一般市民から総裁の右腕にまで登り詰めた叩き上げの将軍として登場する。クリンゴンとカーデシアの間に戦争を引き起こす目的で可変種に入れ替わられ、自身はドミニオンの収容所で捕虜となっていた。救出された後ドミニオン戦争が勃発すると、シスコの要請でクリンゴン側の司令官に任命される。痛めた片目をあえて治さず、隻眼を貫いている。性格は短気ではあるがクリンゴン人では珍しい慎重な性格で、それが短所でもあり長所でもある。救出に尽力したウォーフを後に自分の一族に加え、友・部下として信頼を置いている。ドミニオン戦争末期、権力に狂ったガウロンを打ち倒したウォーフに推され、クリンゴン総裁となる。

## フェレンギ同盟
ゼク
フェレンギ人男性。グランドネーガス。フェレンギ社会のトップに君臨するだけあり類まれなる商才を持ち、自身の利益と同時にフェレンギ社会の利益も実現するフェレンギ的な人格者である。性格は短気でわがままだがいたずら好き。クワーク兄弟を気に入っているようで、たびたびDS9に訪れてはわがままを言い出す。すでにかなりの老齢だが、商売の為自ら危険に飛び込むことも多く、それが大抵トラブルの種になる。シリーズ中盤でクワークの母イシュカと恋に落ちる。老齢の為記憶力の減退が始まっていた彼は、秘密裏に彼女を金融アドバイザーとすることでネーガスの業務を続けていた（なお、一時的に金融アドバイザーとなったクワークから、記憶力減退の治療のため、バルカン星へ行くことを勧められる。そのアドバイスに従ったらしく、後のエピソードに登場するゼクは記憶力がある程度回復した）。後にイシュカに感化され、女性の商売を認めた他利益優先主義からの脱却を目指す政策を打ち出し、フェレンギ社会は大きな転機を迎えることになる。シリーズ終盤、次期グランドネーガスをロムに任せ引退し、イシュカとともにライサへ移住していった。
メイハードゥー
ヒューピリア人男性。ゼクの従者で、秘書的な業務から用心棒、家事と何でもこなし、ゼクを献身的に支えている。ゼクと同じくかなりの老齢である。堅い信頼関係で結ばれており、お互いの身を案じる様子や、ゼクのわがままや冗談にあきれ返ったりする様子はさながら長年連れ添った夫婦のようである。
イシュカ
フェレンギ人女性。クワーク兄弟の母親。女性の地位が非常に低いフェレンギにあって、禁止されている商売を行なうなど男尊女卑に真っ向から反対している。商才はフェレンギ経済全体を左右するほど高い。その高い商才や、周りの迷惑を考えないところがあるが最後には家族のことを考える点など、クワークそっくりである。シリーズ中盤からゼクと交際するとともに彼の仕事を支え、女性の地位を向上させることにも成功した。頑固ではあるが、優しい母親である。
ブラント
フェレンギ人男性。フェレンギ会計監査局（FCA）のエージェント。何かと問題を起こすクワークを事あるごとに付け狙う。たびたび次期グランドネーガス候補に挙がり、自前のシャトルを所有するほどの金持ちであったことから、実力は相当高いと思われる。並行世界では賞金稼ぎとしてエズリ・ダックスと組んでいる寡黙で誠実な性格となっている。ちなみに、ブラントを演じたジェフリー・コムズは、ウェイユンも演じている。
ゲイラ
フェレンギ人男性。クワークの従兄弟。武器商品として成功した月を買うほどの大金持ち。クワークとは互いにおとしめたようとしたこともある間柄だが、どちらも金儲けの話を持ってくればさっぱり水に流す点が実にフェレンギ人らしい。
レック
フェレンギ人男性。ドミニオンに囚われたイシュカを救出するためにクワークが呼び寄せた。ナイフ投げの腕は一級品で、本業は暗殺者。普通のフェレンギ人とは違い、金銭には興味がなく、隠し事を嫌うため、同胞たちからはかなりの変わり者として見られている。